# Ґостинець (Західнопоморське воєводство)
Ґостинець (пол. Gostyniec, нім. Klein Justin) — село в Польщі, у гміні Свежно Каменського повіту Західнопоморського воєводства.
Населення — 172 особи (2011).
У 1975-1998 роках село належало до Щецинського воєводства.

## Демографія
Демографічна структура станом на 31 березня 2011 року:
|          | Загалом | Допрацездатний вік | Працездатний вік | Постпрацездатний вік |
| -------- | ------- | ------------------ | ---------------- | -------------------- |
| Чоловіки | 90      | 22                 | 59               | 9                    |
| Жінки    | 82      | 25                 | 42               | 15                   |
| Разом    | 172     | 47                 | 101              | 24                   |